# Florence Aubenas
Pour les articles homonymes, voir Aubenas (homonymie).
Florence Aubenas , née le 6 février 1961 à Ixelles (région bruxelloise, Belgique), est une journaliste et écrivaine française.
Elle effectue la plus grande partie de sa carrière au sein du quotidien Libération comme grand reporter, jusqu'à son départ en 2006 pour l'hebdomadaire Le Nouvel Observateur puis Le Monde à partir de 2012.
En 2005, à l’occasion d'un reportage en Irak, elle est retenue en otage pendant cinq mois.

## Biographie
Florence Aubenas est la fille de Jacqueline Aubenas, journaliste, cofondatrice de la revue féministe Les Cahiers du Grif, critique de cinéma et chargée de cours à l'INSAS en Belgique et l'Université libre de Bruxelles, et de Benoît Aubenas, diplomate européen. Elle est la sœur de Sylvie Aubenas et d'Olivier Aubenas.

### Carrière
D'abord étudiante à l'École européenne de Bruxelles I, à Uccle, Florence Aubenas effectue deux années de classes préparatoires littéraires, puis sort diplômée du Centre de formation des journalistes (promotion 1984). Elle est ensuite journaliste pour Le Matin de Paris et Le Nouvel Économiste, avant d'entrer en 1986 à Libération. Elle y est d'abord secrétaire de rédaction puis grand reporter. Elle couvre de nombreux événements au Rwanda, au Kosovo, en Algérie, en Afghanistan et en Irak, ainsi que plusieurs grands procès en France. Elle se fait ainsi connaître pour sa couverture du procès d'Outreau, et est l'une des premières à exprimer ses doutes quant à la culpabilité des prévenus, finalement innocentés. En septembre 2006, alléguant un désaccord avec le nouvel actionnaire principal Édouard de Rothschild, elle invoque la clause de cession pour quitter Libération et rejoindre le Nouvel Observateur. Elle gagne en 2010 un procès contre Libération qui refusait l'application de cette clause.

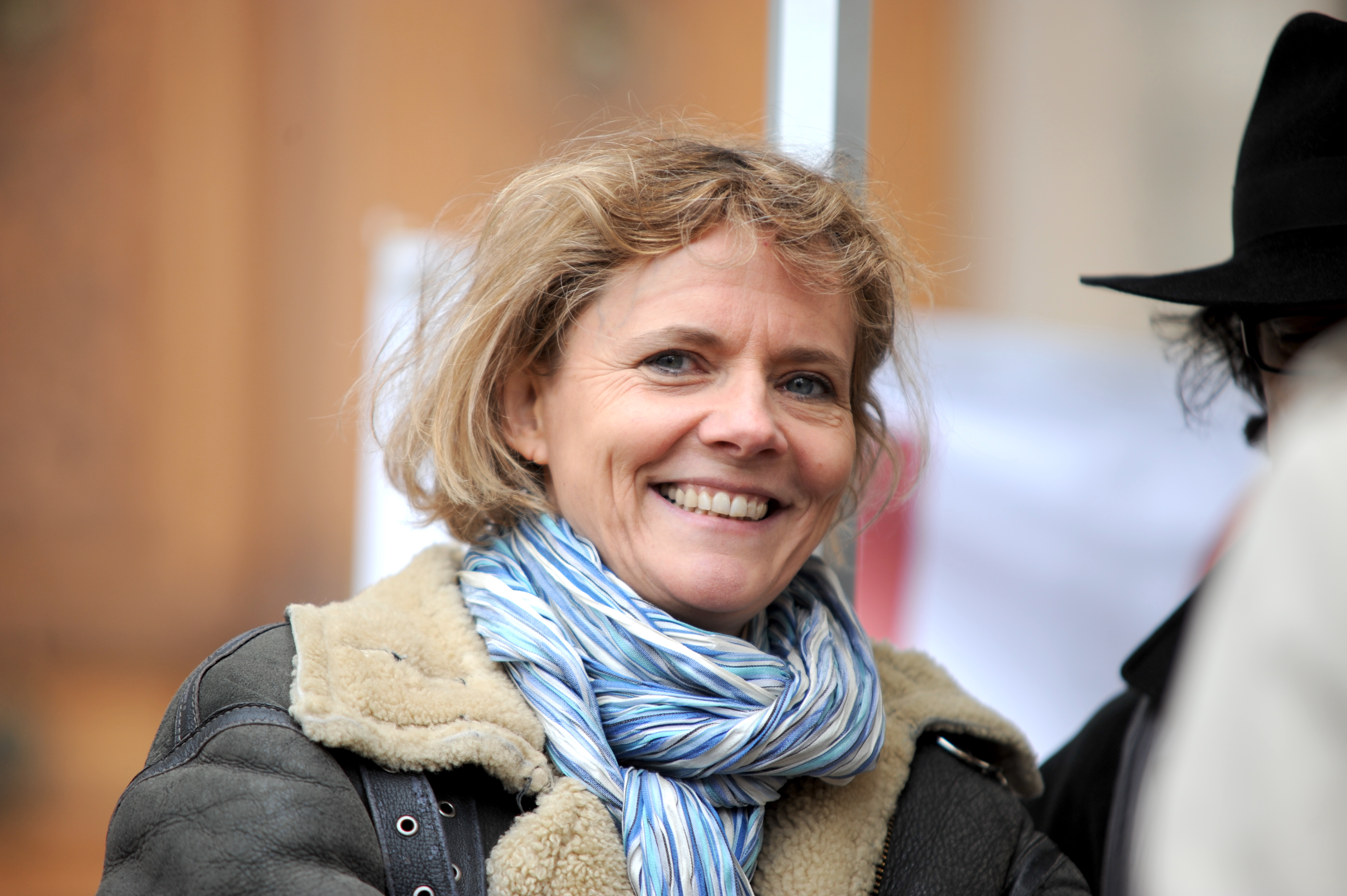
Florence Aubenas, le 08 avril 2010 à Paris lors d'une manifestation de soutien à Hervé Ghesquière et Stéphane Taponier.

De février à juillet 2009, Florence Aubenas prend un congé sans solde, s'installe dans une chambre d'étudiant à Caen et s'inscrit à Pôle emploi pour chercher du travail en cachant son métier de journaliste – elle dit n'avoir qu'un baccalauréat littéraire. Elle mène une enquête sur la France des travailleurs précaires qui survivent avec un salaire inférieur au SMIC. Ce type d'expérience en immersion avait déjà été tenté par Madeleine Riffaud 
(Les linges de la nuit, 1974)  Günter Wallraff en Allemagne, qui s'était fait passer pour un Turc (Tête de turc)  dans les années 1980, par Elsa Fayner en France dans les années 2000 ou Barbara Ehrenreich aux États-Unis. Après avoir enchaîné les petits boulots, elle travaille comme femme de ménage sur les ferries du quai de Ouistreham. Cette expérience est relatée dans le livre Le Quai de Ouistreham, publié en février 2010, qui devient un succès de librairie (120 000 exemplaires vendus au 12 avril 2010) et fait l'objet d'une adaptation cinématographique par Emmanuel Carrère avec le film Ouistreham sorti en 2021.
Florence Aubenas travaille ensuite pour Le Monde à partir d'avril 2012. Elle couvre le conflit syrien du côté des rebelles de l'armée syrienne libre pendant plusieurs semaines, dans le gouvernorat d'Alep. Sur la présence de groupes extrémistes islamistes salafistes, Florence Aubenas répond : « Dans la région du nord, je n'en ai pas rencontré [...]. Cela dit, il faut rester modeste : la situation peut être différente dans d'autres parties du pays. » Frédéric Pichon, chercheur et spécialiste de la Syrie à qui on a reproché une certaine proximité vis-à-vis du régime Assad, analyse son attitude, jugée trop en retrait, comme révélatrice de l'aveuglement des médias vis-à-vis de la révolte syrienne.
En 2021, Florence Aubenas a écrit plusieurs enquêtes sur le milieu rural, notamment sur l'agriculteur bio et militant Jérôme Laronze, à qui elle a consacré une série d'été en six reportages.

### Enlèvement
Le 5 janvier 2005, Florence Aubenas est enlevée à Bagdad en compagnie de son fixeur, Hussein Hanoun al-Saadi, à l'université de Bagdad lors d'un reportage sur les réfugiés de Falloujah. Cet enlèvement survient à peine plus de deux semaines après la libération des journalistes Christian Chesnot et Georges Malbrunot.

#### Vidéo du1ermars 2005
Une cassette déposée à l'agence Reuters de Bagdad et diffusée le 1er mars par Sky-Italia fait apparaître Florence Aubenas s'exprimant en anglais pendant 26 secondes. Elle semble très éprouvée par les conditions de sa détention et se déclare en mauvaise santé, y compris psychologique. À la fin de la cassette, elle demande l'aide du député Didier Julia. Il n'est pas fait mention d'Hussein Hanoun. Les témoignages de Christian Chesnot et Georges Malbrunot, journalistes précédemment enlevés en Irak, incitent cependant à la réserve quant à l'interprétation de cette vidéo. Les ravisseurs semblent en effet employer un projecteur de lumière verte afin d'accentuer la fatigue des traits de leur victime. La vidéo, non datée, ne s'accompagne d'aucune revendication et ne porte le nom d'aucune organisation.
Cinq autres « preuves de vie », des vidéos attestant que l'otage est toujours vivante, sont transmises aux services secrets français, puis à sa famille.

#### Soutiens
D'emblée, des comités de soutien se constituent. Le 15 avril 2005, pour marquer les cent jours de leur captivité, 100 feux de détresse sont allumés dans 100 villes de France, tandis que des médias, élus et organisations expriment leur solidarité avec les deux otages. Le quotidien généraliste belge Le Soir organise le concours « Liberté de la presse », visant à sensibiliser à cette dernière et à plaider pour sa libération
. L'initiative inclut des contributions artistiques, avec des graphistes créant des œuvres inspirées par le thème de la liberté d'expression. Des lâchers de ballons sont organisés, et le portrait géant de Florence Aubenas est exposé sur la façade de la Mairie de Paris jusqu'à sa libération.
Au mois de juin, de nombreuses manifestations de soutien sont organisées en France et en Europe. Environ 200 vols de montgolfières ont lieu dans plusieurs pays, notamment en France, en Belgique, en Italie et au Luxembourg. L’un des temps forts est l’envol, depuis la cour d’honneur du château de Versailles, d’une montgolfière arborant les portraits des deux otages, événement symbolique marquant l’élan de solidarité en leur faveur.
Parallèlement aux actions dans les airs, des manifestations ont eu lieu en mer. À Marseille, le 5 juin, environ 150 embarcations mettent le cap sur le phare du Planier, surnommé pour l’occasion « phare de la liberté », tandis que Jacques Amalric, alors journaliste et éditorialiste à Libération, lance à la mer une bouteille contenant 150 messages de solidarité écrits par des célébrités et anonymes visant à sensibiliser le public et à manifester l’appui de la société civile à leur libération. Ce type d’initiative se multiplie tout au long de la période de captivité, traduisant une forte mobilisation populaire.
Sur le plan politique, Philippe Douste-Blazy, alors récemment nommé ministre des Affaires étrangères, déclare que la libération de Florence Aubenas et Hussein Hanoun constitue la première priorité de son action diplomatique. Le gouvernement français salue également la prise de position du cheikh Ben Beyyah, figure religieuse influente résidant en Arabie saoudite, qui a publiquement appelé à la libération des deux otages.
Cette mobilisation se traduit encore par une pétition lancée par un comité de soutien qui recueille plus de 170 000 signatures, illustrant l’ampleur de la solidarité exprimée tant par les citoyens que par les institutions.

#### Libération
Un communiqué du ministère des Affaires étrangères au matin du 12 juin 2005 annonce la libération de Florence Aubenas et Hussein Hanoun la veille dans l'après-midi, et le retour de Florence Aubenas en France dans la soirée. Ils sont libérés dans la ville de Bagdad et remis aux agents de la DGSE, selon les plans de l'ambassade de France après plus de cinq mois de captivité (157 jours). Tandis que Hussein Hanoun reste à Bagdad auprès de sa famille, Florence Aubenas fait escale à Chypre, où elle rencontre Philippe Douste-Blazy, ministre des Affaires étrangères, puis arrive en France à l'aéroport militaire de Villacoublay où elle est accueillie par le chef d'État Jacques Chirac. Peu après, elle est transférée en hélicoptère vers une base de la DGSE près d'Orléans afin de fournir des détails sur son enlèvement. Le soir même, une fête géante est organisée en l'honneur des ex-otages place de la République à Paris, avec notamment pour invité le DJ Laurent Garnier,.
Lors d'une conférence de presse, le 14 juin, Florence Aubenas raconte ses conditions de détention. Elle rapporte que ses ravisseurs, qui se revendiquaient « moudjahidine » opposés à la présence américaine en Irak, ne l'autorisaient à parler que pour leur répondre, lui interdisaient de faire plus de vingt-quatre pas par jour et de communiquer avec ses codétenus, dont Hussein Hanoun. Elle reçoit les noms de code « Leïla » et « numéro 6 ». Elle déclare ne pas se souvenir de la présence de journalistes roumains, même si ceux-ci avaient affirmé se trouver prisonniers dans la même cave.
Le contact entre les autorités françaises et les ravisseurs semble avoir été établi via Khaled Jasim (membre irakien de l'équipe de Didier Julia) le 25 mars, et poursuivi par l'intermédiaire de Karim Guellaty le 29 mai. Officiellement, et pour ne pas encourager d'autres enlèvements, la France n'a pas versé de rançon ; un article du Time avance néanmoins que les ravisseurs auraient réclamé quelque 15 millions de dollars et que dix millions auraient été versés. Dans Un président ne devrait pas dire ça..., livre d'entretiens publié en 2016, François Hollande affirme que la France a bel et bien payé une rançon.

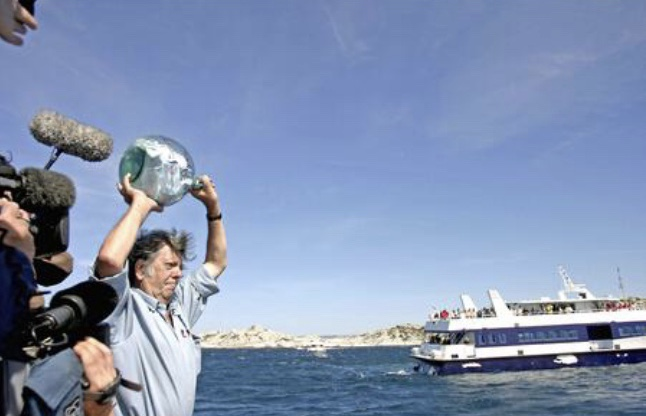
Marseille, le 5 juin 2005 : Jacques Amalric lance à la mer une bouteille contenant 150 messages de solidarité[24].
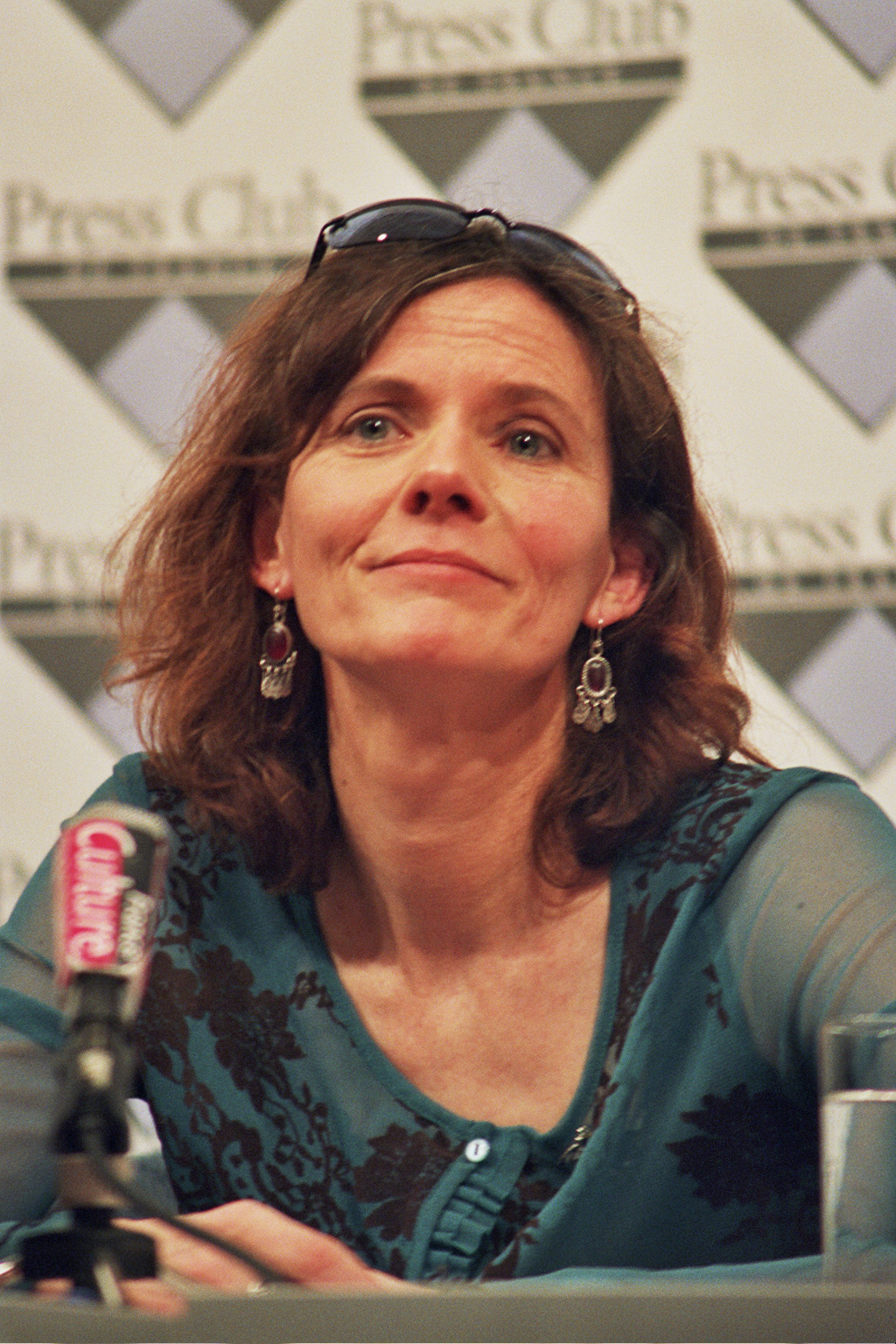
Florence Aubenas au Press Club de France le 14 juin 2005, deux jours après sa libération.
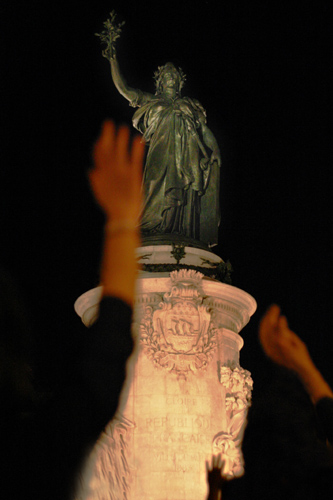
Le 12 juin 2005, soir de la libération, une fête est organisée place de la République à Paris par le comité de soutien.

### Autres activités
Le 2 juillet 2009, Florence Aubenas a été élue à la tête de l’Observatoire international des prisons - section française (OIP-SF), poste qu'elle occupe jusqu'en juin 2012.
Elle est aussi présidente du comité de soutien aux otages français Didier François et Édouard Elias, retenus en Syrie du 6 juin 2013 au 19 avril 2014,, ainsi que Nicolas Hénin et Pierre Torres enlevés le 22 juin et libérés également le 19 avril. 
Le 8 mars 2021, Florence Aubenas donne son nom au groupe scolaire de Boulleret, village du Cher.

## Distinctions

### Prix
- Prix Jean Amila-Meckert 2010, remis le 17 mai 2010 lors du Salon du livre d'expression populaire et de critique sociale d'Arras
- Prix Joseph-Kessel[39] 2010, remis le 22 mai 2010 au festival Étonnants voyageurs à Saint-Malo
- Globe de Cristal 2011[40], catégorie « littérature et essai »
- Prix d'Académie 2015 pour son ouvrage En France[41]
- Prix Jean-Lacouture 2023 pour son ouvrage Ici et ailleurs, paru chez L'Olivier[42].

### Décoration
- Commandeur de l'ordre des Arts et des Lettres (le 10 février 2016[43] ; officier en 2011[44]).

### Titre honorifique
- Le 28 avril 2022, Florence Aubenas reçoit le titre de docteure honoris causa de l’Université catholique de Louvain (UCLouvain), en Belgique, pays où elle a grandi[45],[46].

## Polémiques
L'ouvrage de Florence Aubenas, La Méprise : l'affaire d'Outreau a fait l'objet de critiques qui affirment qu'il contient de la désinformation, des informations erronées ou des données contraires à la réalité,,. Ces reproches sont faits en particulier par la psychologue experte Marie-Christine Gryson, dont Florence Aubenas avait commenté défavorablement l'intervention lors du premier procès d'Outreau.

## Publications
- La Fabrication de l'information. Les journalistes et l'idéologie de la communication, avec Miguel Benasayag, éditions La Découverte, 1999  (ISBN 978-2-7071-3112-6)
- Résister, c'est créer, avec Miguel Benasayag, (2002), La Découverte  (ISBN 978-2-7071-5609-9)
- La Méprise : l'affaire d'Outreau, éditions du Seuil, 2005, 252 p. (ISBN 978-2-02-078951-6)
- Grand Reporter, 2009, Éditions Bayard  (ISBN 978-2-2274-7868-8)
- Les détenus sont-ils des citoyens ?, avec Julien Bach, Virginie Bianchi, Caroline Mécary, Patrick Marrest, Willy Pelletier et Évelyne Sire-Marin, Éditions Syllepse, coll. « Notes et documents de la Fondation Copernic », 2010  (ISBN 978-2-84950-261-7)
- Le Quai de Ouistreham, Éditions de l'Olivier, 2010  (ISBN 978-2-87929-677-7)
- En France, Paris, Éditions de l'Olivier, 2014, 240 p. (ISBN 978-2-8236-0775-8)
- L'Inconnu de la Poste, Éditions de l'Olivier, 2021  (ISBN 978-2-8236-0985-1)[51]
- Ici et ailleurs, Éditions de l'Olivier, 2023,  (ISBN 9782823620177), 368 p.